# Eristalis

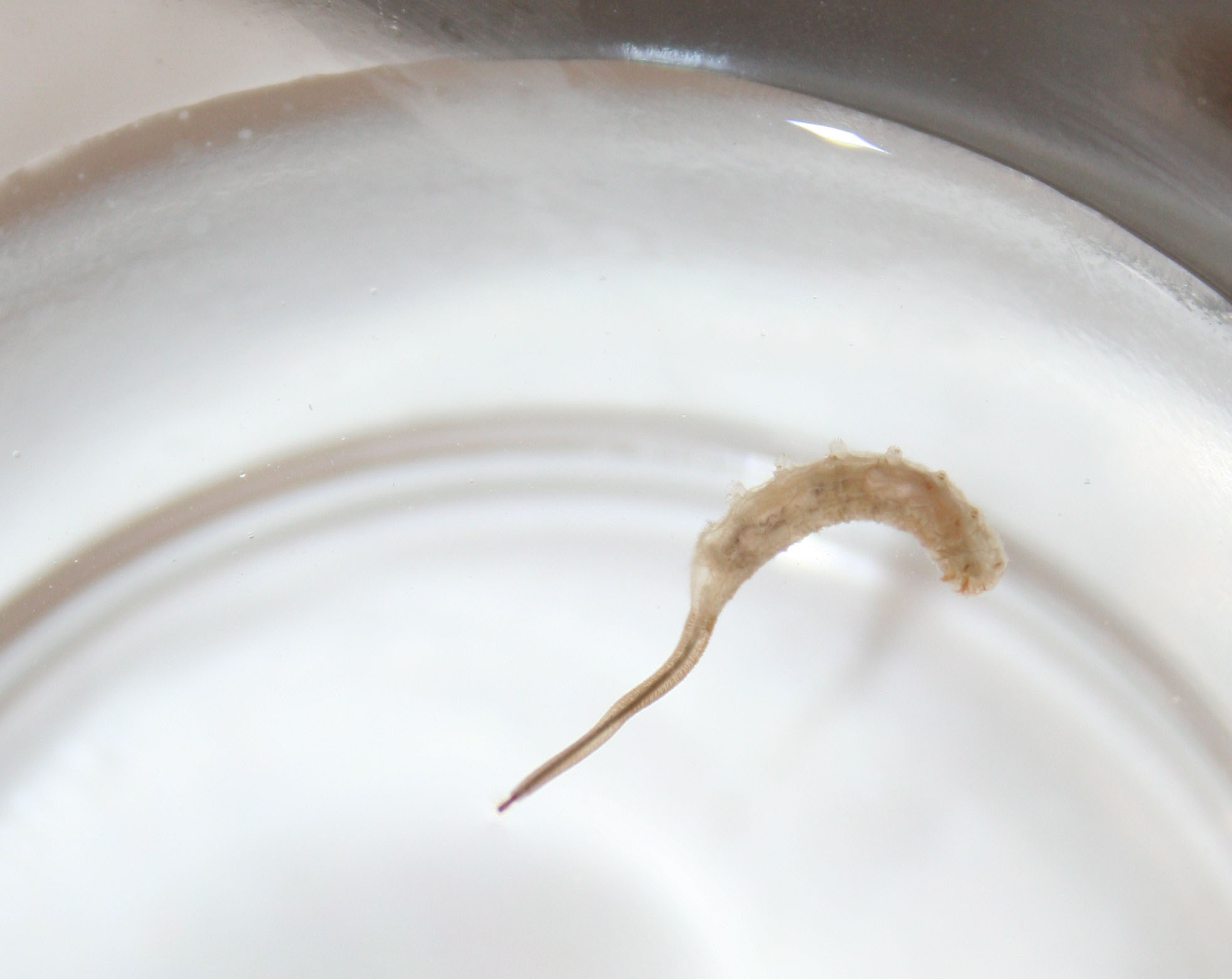
"Rattenschwanzlarve" von E. tenax

"Eristalini-Welle" der Flügelader M (dt.) bzw. R4+5 (engl.)

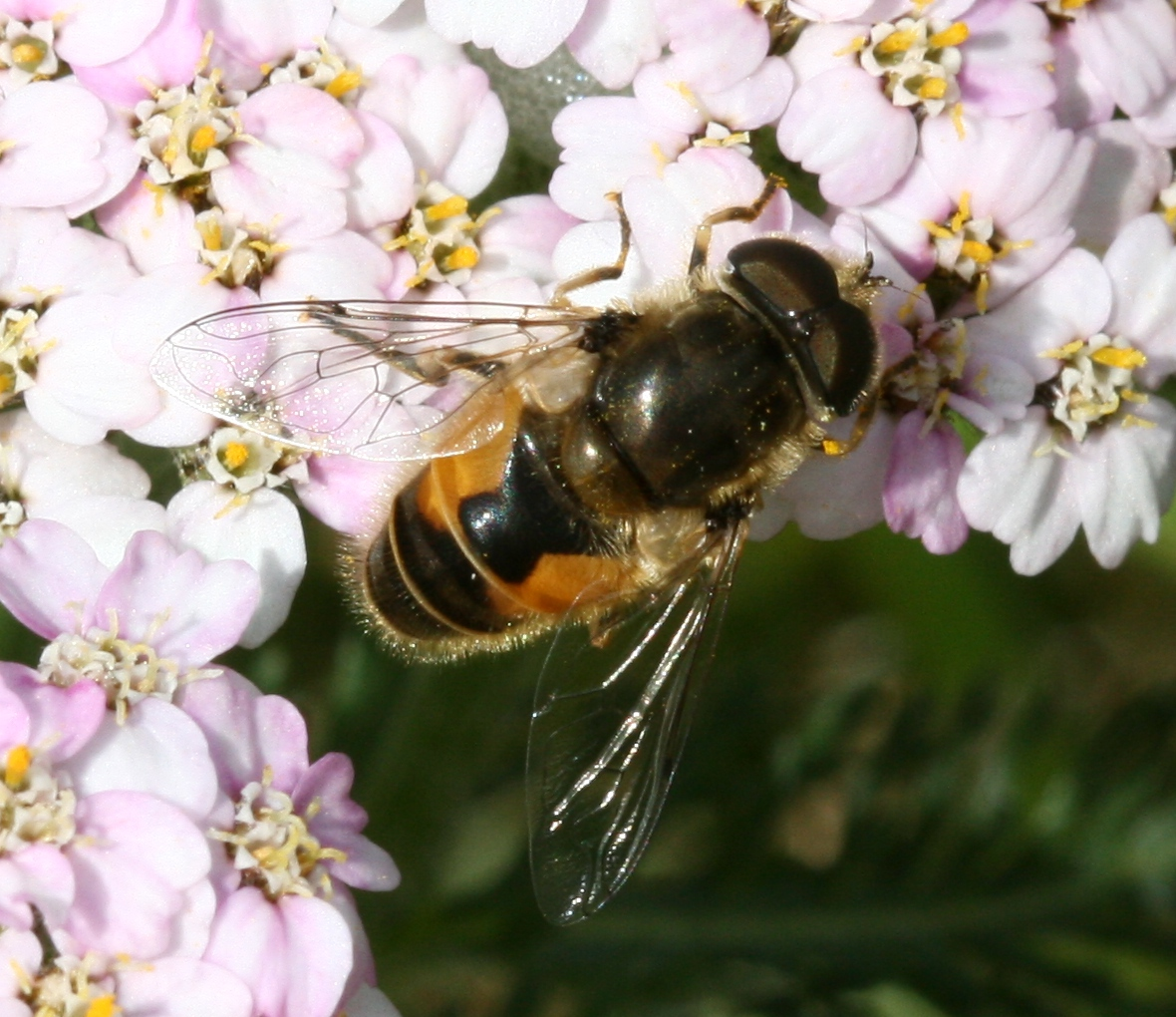
Männchen der Kleinen Keilfleckschwebfliege (Eristalis arbustorum)

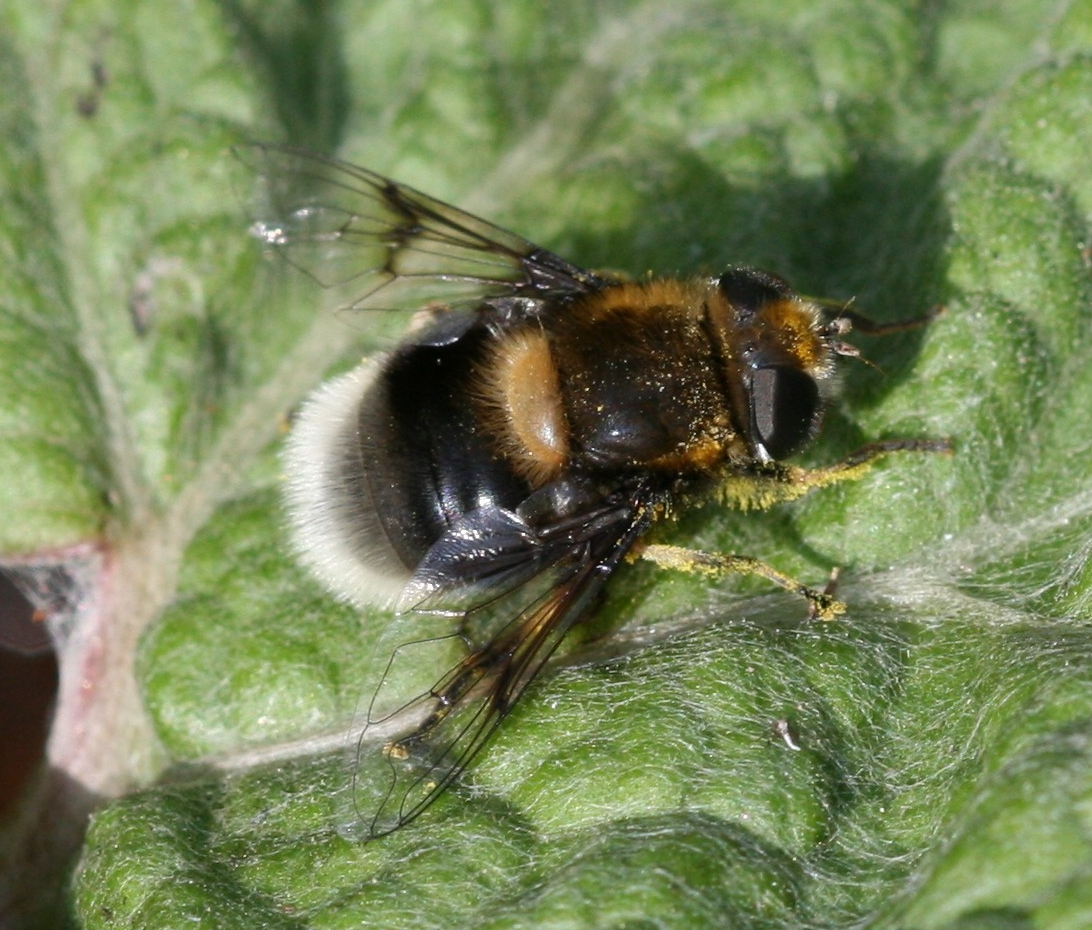
Weibchen der Hummel-Keilfleckschwebfliege (Eristalis intricaria)

Eristalis ist eine Gattung von Schwebfliegen (Syrphidae) aus der Ordnung der Zweiflügler (Diptera), die etwa 100 Arten umfasst und in der Paläarktis weit verbreitet ist. Die meisten Arten haben überwiegend braune und schwarze Farbmuster am Hinterleib, wodurch sie eine große Ähnlichkeit mit Honigbienen und Hummeln aufweisen. Eristalis-Arten sind am häufigsten in feuchten Biotopen anzutreffen, können aber, auf der Suche nach attraktiven Blüten, auch weitere Strecken zurücklegen. Ihre im Wasser oder Schlamm lebenden und sich von verrottenden, organischen Substanzen ernährenden Larven sind als Rattenschwanzlarven bekannt, da sie einen ausziehbaren langen, schnorchelähnlichen Atemschlauch haben. Alle Arten haben eine markante, wellenförmige Ausbuchtung der Flügelader M (englische Bezeichnung: R4+5), auch Eristalini-Welle genannt.

## Westpaläarktische Eristalis-Arten
Aktuell sind folgende 20 Arten im westpaläarktischen Raum bekannt. ( = in Deutschland vorkommend,  = in Großbritannien vorkommend)
- Eristalis abusiva (Collin, 1931)  
  - Synonyme: Eristalis germanica

- Eristalis alpina (Panzer, 1798) 
  - Synonyme: Syrphus alpinus, E. alpinus var. caucasica, E. kamtshatica

- Eristalis anthophorina (Fallén, 1817) 
  - Synonyme: S. anthophornius, E. bastardi, E. nitidiventris, E. nebulosa, E. semimetallicus, E. montanus, E. occidentalis, E. anthophornia var. lapponicus, E. mellissoides, E. mellissoides var. perplexus, E. pacoficus

- Eristalis arbustorum (Linnaeus, 1758) | Kleine Keilfleckschwebfliege  
  - andere dt. Namen: Kleine Bienenschwebfliege, Kahle Keilfleckschwebfliege
  - Synonyme: Musca arbustorum, M. nemorum, M. horticola, M. lyra, S. deflagrata, E. fumigata, E. bulgarica, E. polonica, E. strandi

- Eristalis cryptarum (Fabricius, 1794)  
  - Synonyme: S. cryptarum, E. nubilipennis, E. nigritarsis, E. saltuum

- Eristalis fratercula (Zetterstedt, 1838)
  - Synonyme: S. fraterculus, E. pilosus, E. vallei, E. tammensis

- Eristalis gomojunovae (Violovitsh, 1977)
  - Synonyme: E. fratercula

- Eristalis hirta (Loew, 1866)
  - Synonyme: E. hirtus, E. tundrarum

- Eristalis interrupta (Poda, 1761) | Mittlere Keilfleckschwebfliege  
  - Synonyme: E. nemorum, Conops interrupta, C. fusca, M. lineolae, E. obfuscata, E. sylvarum, E. inornatus, E. toyohare, E. toyoharensis, E. nemorum var. carelica

- Eristalis intricaria (Linnaeus, 1758) | Hummel-Keilfleckschwebfliege  
  - andere dt. Namen: Pelzige Mistbiene, Keilfleck-Hummelschwebfliege
  - Synonyme: M. intricaria, C. leucorrhaea, M. fusca, S. bombyliformis, S. aurea, E. intricaria var. furva

- Eristalis jugorum (Egger, 1858) | Gebirgs-Keilfleckschwebfliege  
  - Synonyme: E. nemorum var. pyrenaica

- Eristalis lineata (Harris, 1776) | Garten-Keilfleckschwebfliege  
  - Synonyme: M. horticola, M. cincta, M. lineata, M. lunula, E. flavicincta, E. stackelbergi

- Eristalis oestracea (Linnaeus, 1758) 
  - Synonyme: M. oestracea, S. apiformis

- Eristalis pertinax (Scopoli, 1763) | Gemeine Keilfleckschwebfliege  
  - andere dt. Namen: Wald-Mistbiene
  - Synonyme: C. pertinax, E. fossarum, E. lucorum, E. guadelupensis, E. inca, S. flavitarsis

- Eristalis picea (Fallén, 1817)
  - Synonyme: S. piceus, E. vitripennis var. fennica

- Eristalis pseudorupium (Kanervo, 1938)
  - Synonyme: E. vitripennis var. pseudorupium, E. vitripennis

- Eristalis rossica (Stackelberg, 1958)
  - Synonyme: E. rossicus

- Eristalis rupium (Fabricius, 1805) | Glänzende Keilfleckschwebfliege  
  - Synonyme: E. cryptarum, E. vitripennis, E. nitidus, E. rupium var. hybrida, E. rupium var. infuscata, E. rupium var. nigrofasciata, E. rupium var. nigrotarsata, E. pigaliza

- Eristalis similis (Fallén, 1817)  
  - Synonyme: S. similis, E. pratorum, E. nigroantennata, E. pascuorum

- Eristalis tenax (Linnaeus, 1758) | Mistbiene  
  - andere dt. Namen: Schlammfliege, Schlammbiene, Scheinbienen-Keilfleckschwebfliege
  - Synonyme: M. tenax, C. vulgaris, M. porcina, M. obfuscata, E. campestris, E. hortorum, E. sylvatica, E. vulpina, E. sinensis, E. columbica, E. ventralis, E. tenax var. alpina, E. tenax var. claripes, E. rubix